# Userbar

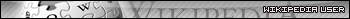
Exemplo de userbar

As userbars (também conhecidas como barras para assinatura) são retângulos pequenos, alguns com uma aparência 3D, utilizadas nas assinaturas dos utilizadores de fóruns. Demonstram a personalidade ou apenas gostos, projetos em que participam, etc.

## Dados padrão para as barras
- 350 pixels de largura.
- 19 pixels de altura.
- Uma meia-elipse transparente a cobrir metade do topo da barra.
- O texto utilizar a fonte "Visitor TT2 (BRK)", com o tamanho de 13 pixels alinhada à direita e centrada verticalmente.
- Uma linha diagonal.
- 1 pixel black border.
- São permitidas animações.